# 小行星2234
小行星2234（2234 Schmadel）是一颗围绕太阳公转的小行星。1977年4月27日，漢斯-埃米爾·舒斯特在拉西拉天文台发现了此天体。
該小行星以德國天文學家盧茨·D·施馬德爾命名。
这颗小行星的绝对星等为272.07674等。